# DuckTales (Computerspiel)
DuckTales ist ein Jump-’n’-Run-Videospiel von Capcom nach der gleichnamigen Fernsehserie von Disney. Erstmals erschien das Spiel im September 1989 in den USA für das Nintendo Entertainment System, eine Portierung für den Game Boy erschien erstmals am 21. September 1990 in Japan. Das Spiel konnte sich über 3 Millionen Mal verkaufen und erhielt durchweg positive Kritiken. Entwickelt wurde es vom Kernteam der Mega-Man-Reihe, das daraufhin auch noch viele weitere Disney-Adaptionen v.A. zum Disney Afternoon nachlegten.
Eine Fortsetzung unter dem Namen DuckTales 2 erschien im Jahre 1993 für NES und Game Boy. Im Jahre 2013 erschien eine überarbeitete Neuauflage des Spiels für den PC, PlayStation 3, Xbox 360 und Wii U. Eine Portierung dieser überarbeiteten Version erschien im Jahre 2015 für Mobilgeräte. Die Originalfassung ist Teil von Capcoms Disney Afternoon Collection.

## Spielprinzip
DuckTales ist ein klassisches 2D-Jump-’n’-Run mit Verwendung von Side-Scrolling. Der Spieler bewegt sich als Dagobert Duck laufend und springend durch verschiedene Level. Dabei besiegt er Gegner und sammelt Gegenstände wie Eiswaffeln (geben dem Spieler ein Leben zurück), Torten (Komplettheilung), kleine Kristalle (geben dem Spieler 2000 Dollar), große Kristalle (geben dem Spieler 10.000 Dollar), rotfarbene Kristalle (geben dem Spieler 50.000 Dollar), hidden treasures (geben dem Spieler 1.000.000 Dollar) und einige mehr.
Als Waffe besitzt der Spieler einen Pogo-Stock. Durch Drücken des B-Knopfes (Game Boy) bzw. Drücken den B-Knopfes und gleichzeitiges Drücken des unteren Knopfes des Steuerkreuzes auf dem NES-Controller verwendet Dagobert diesen als Sprunghilfe, um höher springen zu können und damit an höher gelegene Orte kommen zu können. Außerdem können mit dem Pogo-Stock Gegner besiegt werden, indem der Spieler mit ihm auf sie hüpft oder ihnen anderweitig Schaden zufügt, beispielsweise durch das Werfen von Blöcken, indem er diese mit gleichzeitigem Drücken des Rechts- oder Links-Knopfs und B-Knopfs auf Gegner wirft. Springt der Spieler mit dem Pogo-Stock auf ein Hindernis, so wird dieses zerstört.
Das Spiel ist in fünf verschiedene Level aufgeteilt: Amazonien, Transsilvanien, die afrikanischen Minen, den Himalaya und den Mond, wobei der Spieler selbst entscheiden kann, in welcher Reihenfolge er die Level angeht. Am Ende eines jeden Levels muss der Spieler einen Boss bezwingen, der besonders viele Treffer benötigt, um besiegt zu werden. In den afrikanischen Minen und dem Mond kann jeweils ein sogenannter hidden treasure (versteckter Schatz) gefunden werden, der dem Spieler beim Einsammeln jeweils eine Million Punkte bringt (ein goldener Ring in den afrikanischen Minen bzw. ein goldener Spiegel auf dem Mond). Ebenso kann in jedem Level einmalig mit Quack, dem Bruchpiloten gesprochen werden, der den Spieler auf Wunsch zurück zum Levelauswahlbildschirm bringt. Dies hat den Vorteil, dass alles im Level gesammelte Geld auf Dagoberts Konto überwiesen wird und der Spieler den Level erneut spielen kann, um potentiell mehr Geld zu sammeln. Willigt der Spieler auf dem Mond ein, dass Quack Dagobert zurück zum Levelbildschirm bringen soll, so gelangt der Spieler in eine Art Speziallevel, in der er auf Wolken läuft und so viele Kristalle einsammeln kann, bis er herunterfällt.
Der Spieler startet mit drei Herzen, von denen je nach Schwierigkeitsgrad entweder ein (Schwierig und Normal) oder zwei (Einfach) gegnerische Treffer nötig sind, damit der Spieler eines verliert. Der einzige weitere Unterschied zwischen den Schwierigkeitsgraden ist, dass es auf Schwierig weniger Heil- und Unbesiegbarkeitsitems gibt. In Transsilvanien und dem Himalaya können jeweils ein Herzteil, die die Anzahl der Herzen um eine Einheit erhöhen, gefunden werden.

## Rezeption
| Zeitgenössisch | Zeitgenössisch | Zeitgenössisch |
| Publikation    | Wertung        | Version        |
| -------------- | -------------- | -------------- |
| Mean Machines  | 90 %           | NES            |
| Nintendo Power | 3,75/5         | GB             |
| Retrospektive  |                |                |
| Publikation    | Wertung        | Jahr           |
| nintendo Life  | 9/10           | 2010           |
| Honest Gamers  | 5/5            | 2007           |

### Zeitgenössische Rezeption
Matt Regan von der Zeitschrift Mean Machines lobte DuckTales für seine Grafik, vor allem für die tolle Animation der Hauptfigur. Er kritisierte jedoch ein fehlendes Checkpointsystem.

“Duck Tales contains some of the most exciting graphics I've seen on the Nintendo [Entertainment System]. […] The action is pitched just about right, and the three difficulty levels add a great deal of playability to the game. My only gripe is that when Scrooge dies, you are sent right back to the beginning of the level - no matter how close to the end you are. […] The control can be a little on the awkward side, especially when trying to get Scrooge to bounce. However I recommend this game highly - it's well worth purchasing.”

„DuckTales hat eine der besten Grafiken die ich jemals auf dem Nintendo [Entertainment System] gesehen habe. […] Das Spiel ist genau richtig actiongeladen, und die Schwierigkeitsgrade fügen dem Spiel eine Menge Spielbarkeit hinzu. Mein einziger Kritikpunkt ist, dass wenn Dagobert Duck stirbt, wird man direkt an den Anfang des Levels zurückgeschickt - egal wie nah ans Ende man gekommen ist. […] Die Steuerung ist manchmal etwas ungelenk, besonders wenn man versucht mit Dagobert zu springen. Dennoch empfehle ich dieses Spiel in hohem Maße - es ist seinen Preis wert.“

Julian Rignall von Mean Machines lobte DuckTales als ein „ausgezeichnetes Arcade-Abenteuerspiel, mit außergewöhnlichen Grafiken und sehr zähen und fordernden Spielmechaniken.“
Das Magazin Club Nintendo lobt DuckTales als spaßiges Spiel für jede Altersstufe:

„'DuckTales' ist super - massenweise Spaß kombiniert mit Comic-Graphik: ein Spiel in dem nur Disney-Figuren als Hauptdarsteller glänzen. Da kommen Jung und Alt auf ihre Kosten.“

### Retrospektive Rezeption
Auf GameRankings erhielt das Spiel eine Durchschnittswertung von 95 %.
Bryan Griffin von der Spielewebsite Nintendo Life schrieb zu DuckTales in einem 2010 veröffentlichten Test:

“The gameplay is unique and extremely fun, the presentation is excellent, and the characters you know and love are intact […]. Uncle Scrooge is just as cranky and loveable now as he was twenty years ago, and this would be an instant buy should it ever come to the Virtual Console. The game is kept from a perfect score by its easy boss battles and relatively short length, but it’s still one of the best examples of an excellent licensed game around.”

„Die Spielmechaniken sind einzigartig und machen Spaß, die Präsentation ist exzellent, und die bekannten und geliebten Charaktere sind wie man sie kennt […]. Dagobert Duck ist genauso exzentrisch und liebenswürdig, wie er es vor 20 Jahren war, und dieses Spiel würde ich sofort kaufen, wenn es auf die Virtual Console kommen würde. Das Spiel erhält keine perfekte Wertung wegen seiner einfachen Bosskämpfe und kurzen Spielzeit, aber trotzdem ist es ein perfektes Beispiel für ein lizenziertes Spiel.“

Das Spiel tauchte in verschiedenen Bestenlisten auf. So platzierte IGN das Spiel auf Platz 10 der besten NES-Spiele aller Zeiten. GamesRadar platzierte das Spiel auf Platz 16 der besten NES-Spiele aller Zeiten.

### Verkäufe
Das Spiel konnte sich in seiner gesamten Laufzeit 3,1 Millionen Mal verkaufen. Davon konnte sich die NES-Version 1,67 Millionen Mal und die Game-Boy-Version 1,43 Millionen Mal verkaufen. Beide Spiele sind die meistverkauften Spiele von Capcom auf ihrer jeweiligen Plattform.

## Fortsetzungen und Neuauflagen

### DuckTales 2
DuckTales 2 erschien im Juni 1993 für das Nintendo Entertainment System. Das Spiel ist eine Fortsetzung von DuckTales, die sich vom Ablauf und der Thematik an den ersten Teil anlehnt. Eine Portierung für den Game Boy erschien noch im selben Jahr.
Wie sein Vorgänger wurde auch DuckTales 2 von Capcom entwickelt und veröffentlicht.

### DuckTales Remastered
DuckTales Remastered wurde von WayForward entwickelt und von Capcom am 13. August 2013 erstmals für den PC veröffentlicht. Diese Neuauflage bietet verbesserte Grafik mit hochaufgelösten, handgezeichneten Texturen. Die Bildrate liegt bei 60 Bildern pro Sekunde.
Das Level- und Gamedesign basieren auf dem Originalspiel. Außerdem ist nun in jedem Level ein Herzteil zu finden. Hinzugefügt wurden u. a. ein Einführungs-Level und ein Museum, in dem die eigenen Spielfortschritte angeschaut werden können. Die Figuren wurden im Englischen von den Original-Sprechern vertont.
Das Spiel wurde von WayForward entwickelt und wurde erstmals angekündigt während der PAX East 2013, einer Videospielmesse in Boston. Das Spiel erschien am 13. August 2013 auf Steam und an den darauffolgenden Tagen für die PlayStation 3 und Wii U. Die Xbox-360-Version erschien am 11. September 2013. Am 2. April erschien eine, von Disney Interactive entwickelte, Mobile-Version des Spiels für iOS, Android und das Windows Phone.
Eine Retail-Fassung für die PlayStation-3-, Wii-U- und Xbox-360-Version erschien am 12. November 2013 ausschließlich in den USA. Für den PC erschien eine Retail-Fassung am 15. November 2013, auch in Europa.
Duck Tales Remastered erhielt überwiegend gute Wertungen. So erreicht die PlayStation-3-Version des Spiels auf Metacritic einen Metascore von 75. Auf GameRankings erhielt die PS3-Version des Spiels 71,22 %.
Der Spieler kann nun selbst entscheiden, ob er zum Aktivieren des Pogo-Stocks den B-Knopf oder den B-Knopf und gleichzeitig nach unten drücken muss.
Unabhängig dieser Option bietet das Spiel wie das Original auch drei Schwierigkeitsgrade.